# Nobraino
I Nobraino sono un gruppo musicale di cantautorato Indie rock italiano formatosi nel 1996 a Riccione, cresciuto nel circuito delle autoproduzioni e delle etichetta discografiche indipendenti con all'attivo oltre un migliaio di concerti, che ha fatto della performance il suo punto di forza.

## Storia del gruppo

### 1995-2004: i primi anni
I membri della band (Lorenzo Kruger, Marco Simone Fabbri, Matteo Bartolini e Samuele Vichi) si conoscono negli anni 90 all'interno di una squadra di basket di Riccione; in seguito iniziano a suonare insieme facendo le prove nei magazzini di una palestra e in inverno nelle camere degli alberghi vuoti della riviera (il frontman è figlio di albergatori).
Nel 2001 viene prodotto il primo Extended play autoprodotto Pressapochismi composto da 4 tracce (Cecilia, La sorella di Camilla, Le leggi del mercato universale e Listen).
Nel 2004 vincono la seconda edizione del concorso nazionale per band emergenti Pojan on the Rock.

### 2007-2009: I primi albumThe Best OfeLive al Vidia Club
Il 1º agosto 2006 viene pubblicato il primo album in studio The Best Of prodotto da Andrea Felli ed edito dall'etichetta discografica indipendente Mediane, che raccoglie in dodici tracce i lavori del gruppo dagli esordi fino al 2006 e che vince il Premio IMAIE 2006 come miglior album di esordio. Dall'album vengono estratti i singoli Spider italiana e Piena gioventù con i relativi video musicali.
Tra il 2007 e il 2009 partecipano ad un'intensa attività concertistica con oltre 200 date, a molte manifestazioni locali e anche come gruppo spalla di Roy Paci & Aretuska, Marta sui Tubi e Morgan. Vincono diversi riconoscimenti come DemoRai e Sele d'oro e il Premio rivelazione dell'anno al MArteLive 2008, che gli permette di firmare un contratto con l'etichetta discografica indipendente MArteLabel. Frutto di questi anni intensi è la pubblicazione il 5 dicembre 2007 del secondo album (il primo dal vivo) Live al Vidia Club autoprodotto insieme a Libero Cola e registrato al Vidia Club di Cesena che raccoglie le esecuzioni di otto brani inediti del gruppo e le reinterpretazioni di Morna (di Vinicio Capossela) e Ma che freddo fa (di Franco Migliacci e Claudio Mattone, incisa in origine dai Rokes e da Nada). Dall'album viene estratto il singolo Bifolco con il relativo video musicale.

### 2010-2011: l'albumNo USA! No UK!

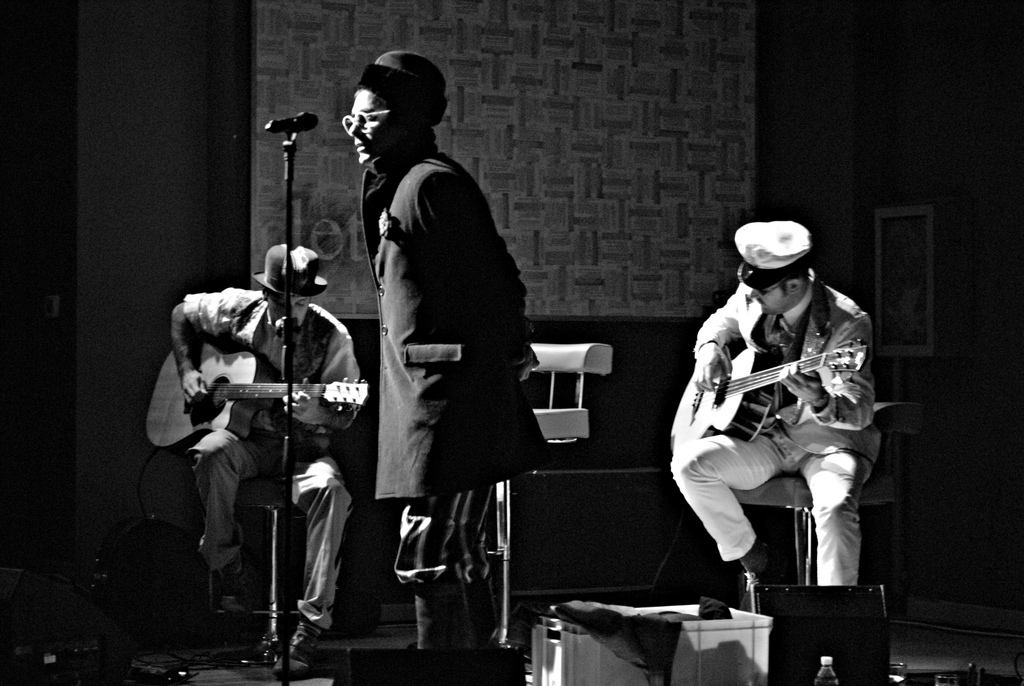
Nuovo Teatro delle Commedie Livorno, 18 gennaio 2011

Il 19 febbraio 2010 si esibiscono ad una puntata del DopoFestival YouDem della sessantesima edizione del Festival di Sanremo. Il 9 marzo viene pubblicato il terzo album studio No USA! No UK! prodotto sotto la direzione artistica di Giorgio Canali ed edito dall'etichetta discografica indipendente MArteLabel e composto da dodici tracce inedite. Tra i brani troviamo i singoli La Giacca di Ernesto, Bifolco (questa volta in studio) e Narcisisti misti. Per tutti i singoli vengono realizzati i relativi video musicali. Nello stesso anno vincono il sondaggio Nuova Musica Italiana, indetto dalla rivista mensile la Repubblica XL e sono ospiti della trasmissione televisiva di Serena Dandini Parla con me in onda su Rai 3 (11 e 12 marzo, 1 e 4 giugno, 18 e 19 novembre).
Da maggio 2010 a gennaio 2012 sono impegnati nella tournée Bifolco Tour 2010-2012, con alcune date da marzo a giugno 2011 che si svolgono nei teatri denominate Il fantomatico Tour dei teatri in cui vengono proposti nuovi pezzi in forma acustica al quale prendono parte il trombettista Davide Barbatosta e il violinista Laurence Cocchiara (Sig. Laurence) del gruppo This Harmony, con il quale si aggiudicano a settembre 2011 a Faenza il premio del MEI per miglior tour dell'anno. Il 12 novembre 2011 si esibiscono come ospiti al Teatro Ariston di Sanremo in occasione del Premio Tenco.
Da novembre 2011 a febbraio 2012 Lorenzo Kruger è inoltre impegnato nella tournée Gli Scontati, una serie di concerti che omaggiano il cantautore italiano Paolo Conte con Lorenzo Kruger alla voce e Giacomo Toni al pianoforte (frontman del gruppo 900band). Il progetto vedrà poi nuove date ad ottobre 2014, nel 2015 e nel 2016 (quando verrà pubblicato l'album Studi interrotti).

### 2012-2013: l'albumDisco d'oro
Il 9 marzo 2012 viene pubblicato il terzo album studio Disco d'oro prodotto da Manuele Fusaroli, edito dall'etichetta discografica indipendente MArteLabel e distribuito da Venus Distribuzione e composto da dodici tracce inedite. Il titolo si rifà a storici album monocromatici come White Album dei Beatles o Brown Album dei Primus, e la scelta è quella dell'oro: metafora del bene rifugio ma anche parodia del noto premio discografico. Tra i brani troviamo i singoli Film muto, Il record del mondo (che si posiziona al secondo posto della classifica di fine anno 2012 Top 50 degli indipendenti - Indie Music Like, dopo Padania degli Afterhours) e Bademaister. Vengono realizzati i video musicali di Film muto e Bademaister. Il 1º maggio partecipano al Concerto del Primo Maggio a Roma, facendosi notare per l'originale esibizione che accompagna l'esecuzione de Il mangiabandiere: mentre il frontman Lorenzo Kruger sta cantando si rasa i capelli con un tagliacapelli. 
Da marzo a dicembre 2012 e da gennaio a luglio 2013 sono impegnati nella tournée Disco d'oro, presentando diversi brani che saranno pubblicato sul nuovo disco L'ultimo dei Nobraino come Bigamionista, Lo scrittore ed Esca viva. 
Il 7 settembre 2013 nel giardino di Villa Mussolini a Riccione i Nobraino partecipano insieme al blog satirico Spinoza.it ad una serata sul tema dell'immigrazione per il Premio Ilaria Alpi ed eseguono una cover del brano Clandestino interpretato originariamente nel 2000 dal cantautore francese Manu Chao (in seguito verrà incisa la versione studio e realizzato un video musicale).

### 2014-2015: l'albumL'ultimo dei Nobraino
Il 4 febbraio 2014 viene pubblicato il quarto album studio L'ultimo dei Nobraino prodotto da Manuele Fusaroli, edito dall'etichetta Warner Music Italy e composto da 14 tracce inedite. Il disco rappresenta in pieno lo spirito della band: impegnato e scanzonato al tempo stesso. Più che mai in questo lavoro si attraversano atmosfere dense di colore e significati alternate ad altre più immediate e stradaiole; testi, strutture e arrangiamenti variano di registro, in continuazione, in una ricerca continua e ambiziosa. Per quanto riguarda lo stile, il disco contiene quattordici tracce capaci di fondere l'indie rock al cantautorato con l'aggiunta di atmosfere folk e testi ironici che da sempre caratterizzano la band. Il disco viene anticipato il 10 gennaio dal singolo Bigamionista, brano che racconta di un camionista che lavora per anni sulla tratta Marsiglia-Siviglia e che decide di prendere moglie in entrambe le città (da qui il titolo, crasi di bigamo e camionista). I restanti singoli estratti sono: Luce, Un'altra ancora, Lo scrittore e Endorfine. Vengono realizzati i video musicali di tutti i singoli estratti. Tra gli altri brani troviamo: Via Zamboni, che è la via della città di Bologna dove si trovano le principali facoltà dell'Università di Bologna; Jacques Pervert rivolta le lettere che compongono il nome del poeta francese Jacques Prévert, per riconsegnare un'idea di amore alternativa; Bella polkona, il cui titolo è un altro gioco di parole e descrive la terra di origine del gruppo; Michè è una sorta di estensione de La ballata di Michè di Fabrizio De André. 
Da febbraio 2014 ad agosto 2016 sono impegnati nella tournée L'ultimo dei Nobraino. In questo arco di tempo Lorenzo Kruger porta avanti anche il tour piano e voce su Paolo Conte con Gli Scontati insieme a Giacomo Toni e i Nobraino partecipano al Concerto del Primo Maggio 2014 a Taranto (direttori artistici Michele Riondino e Roy Paci, conduttori Luca Barbarossa, Valentina Petrini e Andrea Rivera) e che vede la partecipazione anche di Vinicio Capossela, Caparezza, Afterhours, Sud Sound System, Tre Allegri Ragazzi Morti, Après La Classe, 99 Posse, Paola Turci e altri artisti. La band viene invitata a partecipare anche al concerto dell'anno seguente sempre a Taranto, ma in seguito ad un post pubblicato dal chitarrista Nestor Fabbri sulla pagina Facebook della band in cui viene scritto che i migranti morti nei recenti naufragi vengono paragonati a cibo per pesci, vengono esclusi dagli organizzatori dell'evento (Avviso ai pescatori: stanno abbondantemente pasturando il Canale di Sicilia, si prevede che quelle acque saranno molto pescose questa estate). In seguito il gruppo chiarisce il suo punto di vista sulla vicenda porgendo le doverose scuse. A luglio 2015 immigrazione e morti in mare sono ormai argomento costante e centrale nelle politiche italiane ed europee ed i Nobraino, involontari protagonisti di una feroce polemica sul tema, sono intenzionati a ribadire la loro posizione sull’argomento, pubblicando il 14 luglio un video musicale del brano Clandestino girato in mare a Riccione. Il brano era stato eseguito dal vivo per la prima volta il 7 settembre 2013 nel giardino di Villa Mussolini a Riccione e nel 2014 durante il tour e pubblicato ad aprile 2014 in versione digitale su iTunes. Tale versione, incisa in studio, è rimasta per pochi giorni poiché è stata rimossa per un problema editoriale.

### 2016-2017: l'album3460608524
Il 21 gennaio 2016 Lorenzo Kruger pubblica con il progetto Gli Scontati (con Giacomo Toni) l'album studio Studi interrotti. Per promuovere l'album il duo continua il tour piano e voce Gli Scontati iniziato nel 2011 e proseguito nel 2012, 2014 e 2015. 
Contemporaneamente Lorenzo Kruger è inoltre impegnato nella tournée L'ultimo dei Nobraino con la band. Il 19 giugno 2016 i Nobraino si esibiscono al concorso musicale Musica da bere in Piazza della Loggia a Brescia proponendo alcuni pezzi in versione acustica e ritirano la Targa MDB 2016. 
Nei mesi di ottobre e novembre 2016 Lorenzo Kruger intraprende un tour intitolato Lorenzo Kruger canta le canzoni dei Nobraino, una serie di concerti in solitudine con il suo pianoforte senza la band e in contesti raccolti e intimi. 
L'11 novembre 2016 viene pubblicato il quinto album studio 3460608524 prodotto da Manuele Fusaroli, edito dall'etichetta discografica indipendente Woodworm, distribuito da Audioglobe e composto da tredici tracce inedite. Il titolo del disco è un vero numero di cellulare a cui gli stessi membri del gruppo intendono rispondere con l'inizio del tour, per stabilire un contatto più diretto con il proprio pubblico. Il disco è un album più maturo, riflessivo ma sempre molto ironico, più profondo nei contenuti e nello studio del suono ma sempre con melodie leggere e orecchiabili. Le tracce parlano di temi importanti e attuali senza appesantire la musica, dalla vena malinconica de La statua ai toni disinvolti e scherzosi di Cerchi, dalla disillusione di Centesimo all'ambiguità di Tempio di Iside. Il disco viene anticipato il 1º giugno 2016 dal singolo Vertigini in duetto con la cantante Crista. La versione duetto viene però rilasciata solo in versione digitale mentre nell'album viene pubblicata la traccia intitolata Vertigine in versione solista; gli altri estratti sono Centesimo e Mike Tyson; per tutti vengono realizzati i video musicali. 
Da dicembre 2016 ad agosto 2017 rimangono impegnati nella tournée 3460608524.
Il 25 ottobre 2017 viene pubblicato l'album omonimo del gruppo Slavi Bravissime Persone edito dall'etichetta discografica indipendente Beta Produzioni composto da nove tracce inedite. La band è formata da Nestor Fabbri, Antonio Ramberti (Duo Bucolico), Marcello Jandu Detti (Supermarket, Giacomo Toni), Alfredo Portone (Supermarket, Giacomo Toni, Saluti Da Saturno, Jang Senato), il Pitone (Howbeatswhy). All'album segue un Tour nei club nel 2017, 2018 e 2023.

### 2018-2023: l'attività solista di Lorenzo Kruger
Per tutto il 2018 Lorenzo Kruger prosegue la tournée solista piano e voce Lorenzo Kruger canta le canzoni dei Nobraino iniziata nel 2016 e proseguita nel 2017 (da febbraio a settembre e a dicembre). Continua poi nel 2019 (da gennaio a settembre), nel 2020 (a febbraio, marzo, agosto, settembre e ottobre), nel 2021 (da maggio ad agosto) e nel 2023 (agosto e novembre). 
Il 10 settembre 2021 Lorenzo Kruger pubblica il primo album studio solista Singolarità, promuovendolo nelle tournée Kruger presenta Singolarità in solitudine con il suo pianoforte (nel 2021 a settembre, ottobre e dicembre; nel 2022 a settembre e a dicembre; nel 2023 a gennaio e febbraio) e Singolarità Tour (nei club e nei festival) insieme ad una band composta da Giuseppe Morfino (tastiere), Roberto Penna (basso) e Pietro Galvani (batteria) (nel 2022 da marzo a luglio e a ottobre).

### 2023-2024: il ritorno con la nuova formazione e l'albumAnimali da palcoscenico

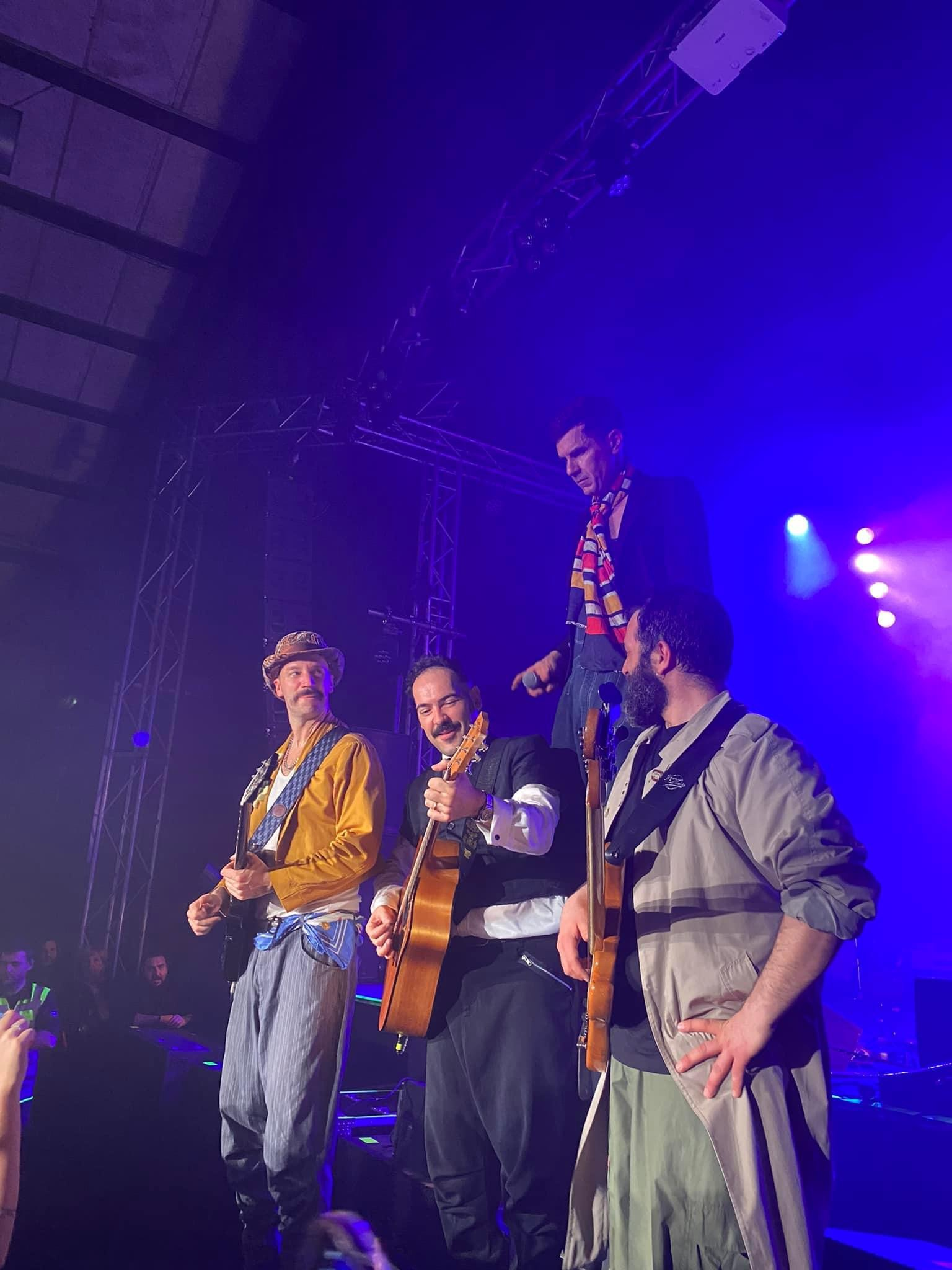
Estragon Club Bologna, 12 marzo 2023

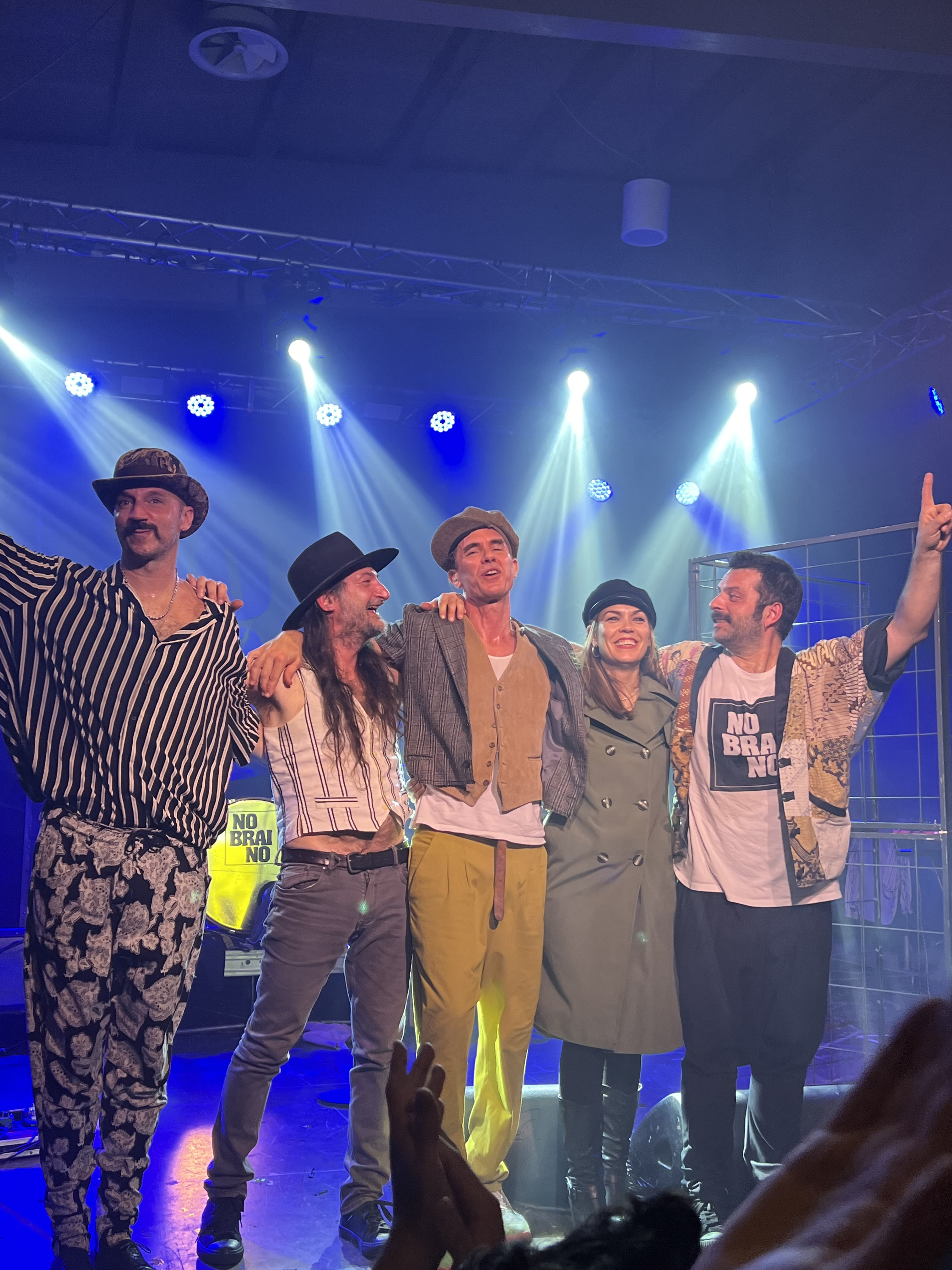
L'attuale formazione al Viper Club Firenze, 19 aprile 2024

Il 10 novembre 2022, dopo quasi sei anni di inattività, i Nobraino annunciano che torneranno dal vivo in concerto per una data unica l'11 marzo 2023 all'Estragon Club di Bologna. A poche ore dato il sold out si aggiunge una nuova data unica prevista per il 10 marzo. Il 20 marzo, visto il grande successo di pubblico alle due data unica viene annunciata una terza prevista in estate per il 15 luglio 2023 alla Cavea dell'Auditorium Parco della Musica di Roma (nel calendario del Roma Summer Fest 2023). Il 21 aprile, dopo le tre date speciali viene annunciato un vero e proprio Tour 2023 composto da altre undici date dal 28 giugno al 12 novembre 2023. Nella nuova formazione il bassista Matteo Bartolini lascia il posto a Pietro Casadei.
Il 5 giugno 2023 viene pubblicato in sola versione digitale il singolo Acufeni con il video musicale con scene tratte dai due concerti a Bologna, mentre il 7 ottobre 2023 ricevono a Faenza (prima del concerto) il Premio alla carriera del MEI. 
Il 1º marzo 2024 viene pubblicato il sesto album studio Animali da palcoscenico prodotto dal gruppo insieme a Ivan Antonio Rossi, edito dall'etichetta discografica indipendente Baobab Music, distribuito da Warner Music Italy e composto da nove tracce inedite e una cover (Hotel Supramonte di Fabrizio De André), alcune già eseguite dal vivo da Lorenzo Kruger durante i concerti piano e voce (dal 2016 al 2023). Il disco rappresenta un viaggio attraverso il tempo, unendo l'essenza del cantautorato italiano con il rock degli anni '90 e 2000. Il disco viene anticipato dal singolo Fermentazione il 6 dicembre 2023; un brano energico, dalle sonorità rock. Gli altri singoli sono Dubbi sul futuro e Glenn Miller. Dubbi sul futuro, canzone sulla quale Lorenzo Kruger ha lavorato tantissimo tempo, parla esattamente di quel momento di quando ti innamori la prima volta e la vita diventa un interminabile pomeriggio di sole, di baci e risate; ma sdraiati su quel prato non ci si rende conto che nel migliore dei casi quello è l'inizio di un percorso a dir poco ambizioso, faticoso ed incerto: la vita di una coppia; viene pubblicato il 5 gennaio 2023, lo stesso giorno in cui Lorenzo Kruger si sposa con la compagna Luisa al Teatro Petrella di Longiano. Glenn Miller è dedicata al trombonista, direttore d'orchestra e compositore statunitense Glenn Miller scomparso improvvisamente il 15 dicembre 1944, mentre sorvolava la Manica a bordo di un aereo militare per raggiungere Parigi, dove la sua orchestra avrebbe dovuto suonare per i soldati che avevano da poco liberato la capitale francese; il suo corpo non è mai stato recuperato. Nell'album in versione digitale è contenuta inoltre una traccia podcast a riguardo di Glenn Miller pensata come informativa propedeutica all'ascolto della storia narrata nel brano. Vengono realizzati i videoclip di Fermentazione e Glenn Miller.
Dal 29 marzo al 29 novembre 2024 sono impegnati nella tournée Animali da palcoscenico Club Tour composto da 30 date per club d'Italia; nel 2025 si aggiungono 5 date. Davide Barbatosta lascia il posto a Nicoletta Nardi (tastiera, chitarra, 2ª voce).

## Riconoscimenti
- 2004 - vittoria al concorso nazionale per band emergenti Pojan on the Rock
- 2006 - Premio IMAIE 2006 per The Best Of come miglior album di esordio
- 2008 - Premio rivelazione dell'anno al concorso MArteLive 2008
- 2010 - Premio DemoRai
- 2010 - Premio Sele d'oro
- 2010 - Vittoria nel sondaggio Nuova Musica Italiana, indetto dalla rivista mensile la Repubblica XL
- 2011 - Premio MEI per Il fantomatico Tour dei teatri come miglior tour dell'anno
- 2016 - Targa MDB 2016
- 2023 - Premio MEI alla carriera

## Formazione
Attuale
| Nome                                      | Ruolo                       |
| ----------------------------------------- | --------------------------- |
| Lorenzo Kruger Ciavatta                   | paroliere e voce            |
| Marco Simone (Nestor) Fabbri              | chitarra                    |
| Pietro (Bartok II) Casadei (dal 2022)     | basso                       |
| Nicoletta Nardi (Lady Barbuda) (dal 2024) | tastiera, chitarra, 2ª voce |
| Samuele (Il Vix) Vichi                    | batteria                    |

Ex componenti
| Nome                                                  | Ruolo                     |
| ----------------------------------------------------- | ------------------------- |
| Matteo (Bartok) Bartolini (dal 1996 al 2016)          | basso                     |
| Marcello (Il Duca d'Abruzzo) Detti (dal 2007 al 2009) | trombone, conchiglie      |
| Davide (Junior) Barbatosta (dal 2009 al 2023)         | tromba, chitarra, 2ª voce |

## Discografia Nobraino

### Album
| Anno | Titolo                  | Tipo   |
| ---- | ----------------------- | ------ |
| 2001 | Pressapochismi          | EP     |
| 2006 | The Best Of             | Studio |
| 2007 | Live al Vidia Club      | Live   |
| 2010 | No USA! No UK!          | Studio |
| 2012 | Disco d'oro             | Studio |
| 2014 | L'ultimo dei Nobraino   | Studio |
| 2016 | 3460608524              | Studio |
| 2024 | Animali da palcoscenico | Studio |

### Singoli e video musicali
| Anno | Titolo                 | Album di provenienza    |
| ---- | ---------------------- | ----------------------- |
| 2006 | Spider italiana        | The Best Of             |
| 2006 | Piena gioventù         | The Best Of             |
| 2007 | Bifolco (Live)         | Live al Vidia Club      |
| 2010 | La Giacca di Ernesto   | No USA! No UK!          |
| 2010 | Bifolco (Version 2010) | No USA! No UK!          |
| 2011 | Narcisisti misti       | No USA! No UK!          |
| 2012 | Film muto              | Disco d'oro             |
| 2012 | Il record del mondo    | Disco d'oro             |
| 2012 | Bademeister            | Disco d'oro             |
| 2014 | Bigamionista           | L'ultimo dei Nobraino   |
| 2014 | Luce                   | L'ultimo dei Nobraino   |
| 2014 | Clandestino            | -                       |
| 2014 | Un'altra ancora        | L'ultimo dei Nobraino   |
| 2014 | Lo scrittore           | L'ultimo dei Nobraino   |
| 2014 | Endorfine              | L'ultimo dei Nobraino   |
| 2016 | Vertigini (con Crista) | -                       |
| 2016 | Centesimo              | 3460608524              |
| 2017 | Mike Tyson             | 3460608524              |
| 2023 | Acufeni                | -                       |
| 2023 | Fermentazione          | Animali da palcoscenico |
| 2024 | Dubbi sul futuro       | Animali da palcoscenico |
| 2024 | Glenn Miller           | Animali da palcoscenico |

## Tour Nobraino
| Anno      | Nome Tour                         |
| --------- | --------------------------------- |
| 2007-2009 | The Best of Tour                  |
| 2010-2012 | Bifolco Tour                      |
| 2011      | Il fantomatico Tour dei teatri    |
| 2012-2013 | Disco d'oro Tour                  |
| 2014-2016 | L'ultimo dei Nobraino Tour        |
| 2016-2017 | 3460608524 Tour                   |
| 2023      | Tour data unica                   |
| 2024-2025 | Animali da palcoscenico Club Tour |